# مسافر بن ابراهیم دوم
مسافر بن ابراهیم دوم (درگذشته ۱۰۶۲) آخرین فرمانروای سالاری (۱۰۵۰–۱۰۶۲) بود. وی فرزند ابراهیم دوم بن مرزبان دوم و برادر جستان دوم بن ابراهیم دوم بود. دربارهٔ او اطلاعات زیادی در دست نیست. در سال ۱۰۶۲ میلادی، طغرل حاکم سلجوقی به سمت طارم پایتخت مسافر حرکت کرد و در آنجا باعث شد که مسافر وی را به رسمیت بشناسد و صدهزار دینار خراج به وی بپردازد. اندکی پس از آن، اسماعیلیان طارم را تصرف کردند و مسافر را کشتند و به سلطنت سالاریان پایان دادند.